# چهارلنگ
چهارلَنگ، یکی از دو شاخه بزرگ ایل بختیاری است. با توجه به نمودار سازمانی ایل بختیاری به دو شاخه اصلی هفت لنگ و چهارلَنگ تقسیم می‌شود. هر چند که این دو شاخه ایل بختیاری از نظر فرهنگی تفاوت چندان زیادی ندارند، اما جدایی محل سکونت و مسیر کوچ، باعث ایجاد تفاوت‌هایی نه چندان زیاد، در نحوه گویش و لهجه این دو شده است.
شاخه چهارلنگ در جنوبشرقی استان لرستان، شمالغربی استان چهارمحال و بختیاری و شمالشرقی استان خوزستان زندگی می‌کنند.

## پراکندگی جغرافیایی
- ییلاق: شهرستان‌های اردل و کوهرنگ در استان چهارمحال و بختیاری
- قشلاق: شهرستان‌های ایذه باغ‌ملک، دزفول، شوشتر و هفتکل در استان خوزستان

## تقسیمات ایلی
ایل بختیاری به دو شاخه اصلی هفت لنگ و چهار لنگ تقسیم می‌شود که شاخه چهارلنگ نیز به چند باب تقسیم می‌شوند که هیچگونه اشتراک فامیلی با یکدیگر ندارند. پیشینه این تقسیمات، به اواخر قرن پانزدهم و اوایل قرن شانزدهم میلادی بازمی‌گردد و به‌عنوان نمودار اجتماعی ایل بختیاری شناخته می‌شود. چهارلنگ‌ها از پنج باب تشکیل می‌شوند، که عبارتند از:
1. محمود صالح
2. کیان‌ارثی
3. زلقی
4. ممی‌وند
5. موگویی[۳]

## محمود صالح
1. حیدر داوود
2. کُتُکی
3. اورش
4. آدگار
5. کافلی
6. آل داود
7. قلی
8. ممجلاردین
9. آردپنایی
10. ممزایی
11. هارونی
12. سادات شاه قطب الدین

## کیان‌ارثی
1. برون
2. تمبی
3. حموله
4. زنگنه
5. کرد زنگنه[۴]
6. بیگدلی
7. جلالی
8. مکوندی
9. کهیش
10. باورساد
11. جانکی گرمسیر
12. پوستین بکول
13. اسفرین
14. بوربورون
15. ورمحمود
16. کیوپی
17. استکی
18. عاشوروند
19. عالی‌وند
20. سهونی
21. محمد جعفری
22. مانا جعفری
23. عالی جعفری
24. غریب وند
25. هر کل
26. گشتیل
27. سندلی
28. ممبینی
29. گندزلو

## موگویی
1. مهدور
2. دادور
3. شیخ سعید
4. شیرازی
5. حسومی
6. سرلک
7. شیاس
8. کیماس
9. هلیل
10. خواجه موگویی
11. خواجه باجول
12. شمسی

## زلکی
1. دوزنی
2. جاوند
3. هزارسی
4. چارطافه

## میوند
از طایفه‌های بختیاری است. سکونتگاه‌های میوند از استان مرکزی و غرب اصفهان و شرق لرستان تا شمال خوزستان است. طایفه میوند، گویش مخصوص خود را دارد که به گویش میوندی بختیاری مشهور است.
1. حاجیوند
2. عبدالوند
3. عیسوند
4. بُساک
5. فولادوند